# Pier Giorgio Perotto
Pier Giorgio Perotto (Torí, 24 de desembre de 1930 - Gènova, 23 de gener de 2002) va ser un enginyer i inventor elèctric italià. Treballant per al fabricant Olivetti, va dirigir un equip de disseny que va construir la Programa 101, una de les primeres calculadores programables del món.

## Carrera
Graduat al Politècnic de Torí, Perotto va ensenyar durant molts anys a la mateixa Universitat i va publicar diversos llibres i articles sobre estratègia, organització empresarial i tecnologia.
Va començar la seva carrera a Fiat i més tard es va traslladar a l'empresa de màquines d'oficina Olivetti. Treballant com a director general de projectes i investigació a l'empresa d'Ivrea, va tenir un paper important en la transformació d'aquesta multinacional de la tecnologia mecànica a la d'electrònica i sistemes.
A la dècada de 1970, va dissenyar altres ordinadors a Olivetti, com ara l' Olivetti P6060, el primer ordinador personal amb unitat de disquet integrada, l' Olivetti P6040 i l' Olivetti P6066 .
Juntament amb Sergio Raimondi, Perotto va posar en marxa FINSA Consulting l'any 1997, convertint-se en president des de la seva fundació. Després d'aquest moment es va convertir en un professor compromès i un escriptor prolífic, escrivint molts assajos (en italià) sobre gestió empresarial i futur de la informàtica.
El 1991, va guanyar el premi Leonardo da Vinci per haver desenvolupat una màquina innovadora, la Programa 101, una de les primeres calculadores programables.
El 12222 Perotto, un asteroide del cinturó principal, descobert el 1982 a l'Osservatorio San Vittore de Bolonya, porta el seu nom.

## Programa 101

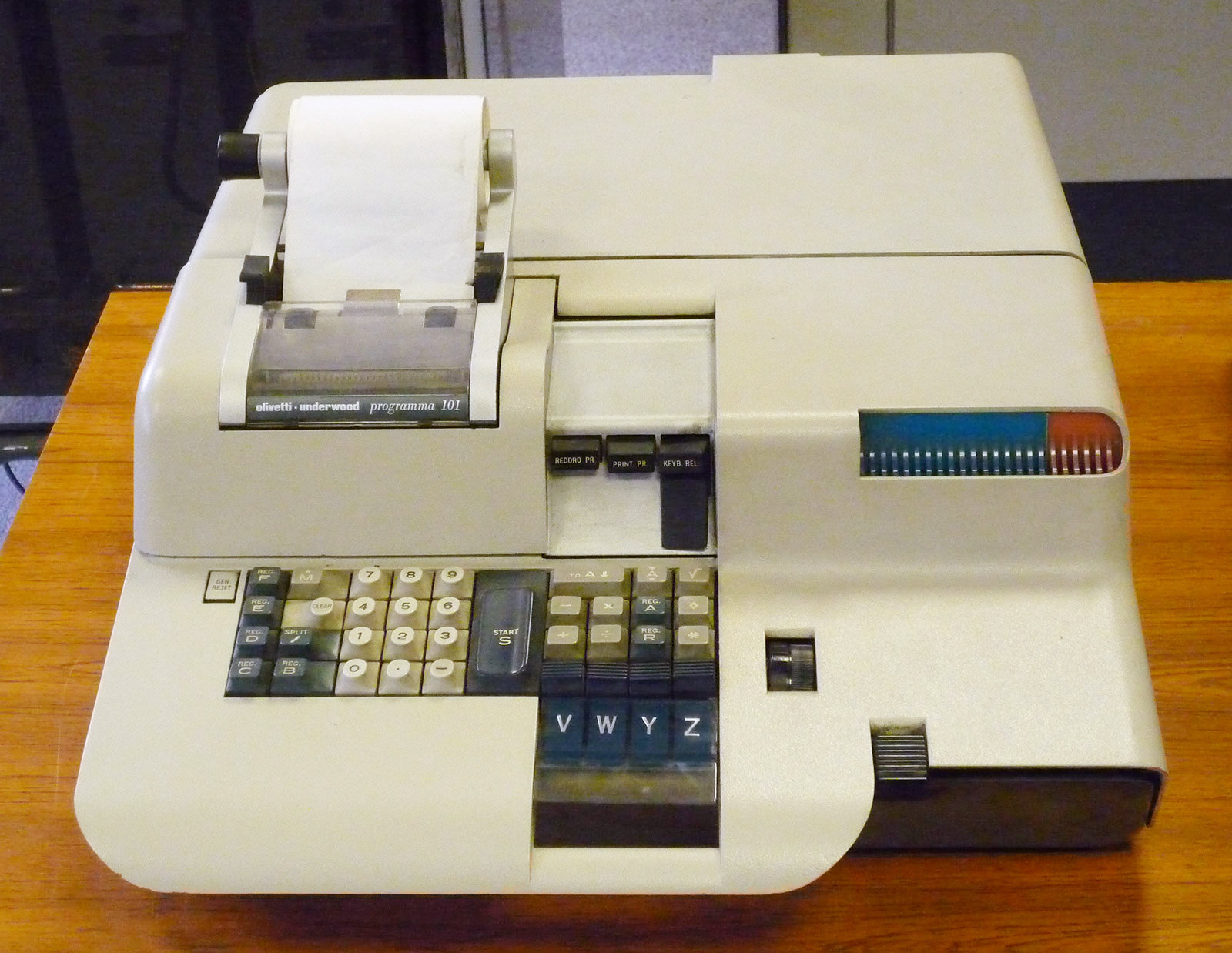
Vista frontal d'una calculadora Programa 101 al National Museum of Computing de Bletchley Park

Aquesta innovadora calculadora, també coneguda com Perottina, ja que porta el nom del seu inventor, va ser una de les primeres calculadores d'escriptori electròniques de la història dissenyades expressament per ser programables. La Programa 101 es va presentar oficialment a l' Exposició Universal de Nova York de 1964, despertant un gran interès del públic i de la premsa. La producció en volum va començar el 1965, venent unes 44.000 unitats principalment al mercat nord-americà. La NASA en va comprar deu unitats i els va utilitzar per planificar l'aterratge de l'Apol·lo 11 a la Lluna.
| « | A l'Apollo 11 teníem una mena de... computador d'escriptori, anomenat Programa 101 d'Olivetti. Era una mena de supercalculadora. Més o menys, mesurava un peu i mig quadrat, i potser vuit polzades d'alçada. Sumava, restava, multiplicava i dividia, però recordava una seqüència d'aquestes operacions i enregistrava aquesta seqüència en una targeta magnètica, una banda magnètica d'aproximadament d'un peu de llarg i dues polzades d'ample. Així que es podia escriure una seqüència, una seqüència de programació i enregistrar-la, calia fer-ho, ja que l'antena d'alt guany del mòdul lunar no era gaire intel·ligent, no sabia on era la Terra. […] Haviem d'executar quatre programes per separat en aquesta supercalculadora.. la Programa 101 [...] — David W. Whittle, 2006 | » |